# Fonction poids
Une fonction poids est un outil mathématique pour le calcul de sommes, d'intégrales ou de moyennes dans lesquelles certains éléments auront plus d'importance ou d'influence que d'autres sur le même ensemble. On parle alors pour le résultat de somme pondérée ou de moyenne pondérée. Les fonctions poids sont couramment utilisées en statistique et en analyse, et peuvent être rapprochées du concept de mesure. Le concept a été étendu pour développer le « calcul différentiel pondéré » et le « méta-calcul différentiel ».

## Poids discrets

### Définition
Dans un cas discret, une fonction poids {\displaystyle w\colon A\to {\mathbb {R} }^{+}} est une fonction positive définie sur un ensemble discret {\displaystyle A}, généralement fini ou dénombrable. La fonction poids {\displaystyle w(a):=1} correspond au cas sans poids ou uniforme où tous les éléments ont le même poids.
Si la fonction {\displaystyle f\colon A\to {\mathbb {R} }} est à valeurs réelles, alors la somme non pondérée de {\displaystyle f} sur {\displaystyle A} se calcule de façon naturelle par :
{\displaystyle \sum _{a\in A}f(a);}
mais avec une fonction poids {\displaystyle w\colon A\to {\mathbb {R} }^{+}}, la somme pondérée ou combinaison conique (en) est donnée par :
{\displaystyle \sum _{a\in A}f(a)w(a).}
On trouve des applications de sommes pondérées dans les méthodes d'intégration numérique.
Si {\displaystyle B} est un sous-ensemble fini de {\displaystyle A}, on peut remplacer la cardinalité non pondérée {\displaystyle |B|} de {\displaystyle B} par la cardinalité pondérée 
{\displaystyle \sum _{a\in B}w(a).}
Si {\displaystyle A} est un ensemble fini non vide, on peut remplacer la moyenne
{\displaystyle {\frac {1}{|A|}}\sum _{a\in A}f(a)}
par la moyenne pondérée
{\displaystyle {\frac {\sum _{a\in A}f(a)w(a)}{\sum _{a\in A}w(a)}}.}
Dans ce cas seul, les poids « relatifs » sont importants.

### Statistiques
Les moyennes pondérées sont utilisées en statistique pour compenser les biais. Pour une quantité {\displaystyle f} mesurée plusieurs fois de façon indépendante {\displaystyle f_{i}} et de variance {\displaystyle \sigma _{i}^{2}}, le meilleur estimateur est donné en moyennant les mesures par le poids {\displaystyle w_{i}={\frac {1}{\sigma _{i}^{2}}}}, et la variance résultante est plus petite que chacune des mesures {\displaystyle \sigma ^{2}=1/\sum w_{i}}. La méthode du maximum de vraisemblance pondère la différence entre données et estimation en utilisant le même poids {\displaystyle w_{i}}.
La valeur attendue d'une variable aléatoire est la moyenne pondérée de toutes les valeurs possibles qu'elle peut prendre, avec un poids correspondant à sa probabilité. Plus généralement, la valeur attendue d'une fonction d'une variable aléatoire est la moyenne pondérée par leur probabilité des valeurs que la fonction prend pour chaque valeur possible de la variable aléatoire.

### Mécanique
Le terme de « fonction poids » vient de la mécanique : si on a un ensemble de {\displaystyle n} objets sur un levier, de poids respectifs {\displaystyle w_{1},\ldots ,w_{n}} (où le poids est ici à comprendre au sens physique) et aux emplacements {\displaystyle {\boldsymbol {x}}_{1},\dotsc ,{\boldsymbol {x}}_{n}}, alors le levier sera en équilibre en son centre de gravité situé en :
{\displaystyle {\frac {\sum _{i=1}^{n}w_{i}{\boldsymbol {x}}_{i}}{\sum _{i=1}^{n}w_{i}}},}
qui est bien la moyenne pondérée des positions {\displaystyle {\boldsymbol {x}}_{i}}.

## Poids continus
Dans le cas continu, un poids est une mesure telle {\displaystyle w(x)\,{\rm {d}}x} sur un certain domaine {\displaystyle \Omega }, typiquement un sous-ensemble de l'espace euclidien {\displaystyle {\mathbb {R} }^{n}}, comme un intervalle. Ici, {\displaystyle {\rm {d}}x} désigne la mesure de Lebesgue et {\displaystyle w\colon \Omega \to \mathbb {R} ^{+}} est une fonction positive mesurable. On peut alors parler pour {\displaystyle w} de fonction de masse.

### Définition générale
Si {\displaystyle f\colon \Omega \to {\mathbb {R} }} est une fonction à valeurs réelles, alors l'intégrale non pondérée
{\displaystyle \int _{\Omega }f(x)\,{\rm {d}}x}
peut être étendue à l’intégrale pondérée
{\displaystyle \int _{\Omega }f(x)w(x)\,{\rm {d}}x}
Il faudra parfois imposer {\displaystyle f} comme absolument intégrable pour {\displaystyle w(x)\,{\rm {d}}x} afin de s'assurer que l'intégrale soit finie.

### Volume pondéré
Si {\displaystyle E} est un sous-ensemble de {\displaystyle \Omega }, alors la définition de son volume {\displaystyle {\text{vol}}(E)} peut se généraliser au volume pondéré : 
{\displaystyle \int _{E}w(x)\,{\rm {d}}x,}

### Moyenne pondérée
Si {\displaystyle \Omega } a un volume pondéré fini non nul, alors la définition de sa moyenne
{\displaystyle {\frac {1}{\mathrm {vol} (\Omega )}}\int _{\Omega }f(x)\,{\rm {d}}x}
peut être étendue à sa moyenne pondérée
{\displaystyle {\frac {\int _{\Omega }f(x)\ w(x)dx}{\int _{\Omega }w(x)\,{\rm {d}}x}}}

### Produit scalaire
Si {\displaystyle f\colon \Omega \to {\mathbb {R} }} et {\displaystyle g\colon \Omega \to {\mathbb {R} }} sont deux fonctions, on peut généraliser le produit scalaire
{\displaystyle \langle f,g\rangle :=\int _{\Omega }f(x)g(x)\,{\rm {d}}x}
en un produit scalaire pondéré
{\displaystyle \langle f,g\rangle :=\int _{\Omega }f(x)g(x)\ w(x)\,{\rm {d}}x.}
C'est un point fondamental dans l'étude de l'orthogonalité dans les espaces.